# RAMTA RBY偵察装甲車
RAMTA RBY偵察装甲車は、イスラエルのIAI社RAMTA部門で開発された装輪式の偵察装甲車である。

## 概要
RBY の名称は、"Rechev Ben-Yaacov"の頭文字を繋げた頭字語である。"Rechev"はヘブライ語で"車両（Vehicle）"を意味し、"Ben-Yaacov"はこの装甲車を開発した"イツハク・ベン＝ヤコブ"（1919-2011）の名前を由来とする。"RBY"は"ラビ（Rabi）"と読まれることもある。
RAMTA RBYは1975年にIAI社のRAMTA部門によりRBY Mk.1として開発され、RBY Mk.2に改良された後、3代目はRAM MK3の名称となった。
RAMTA RBYは、低姿勢の4×4輪駆動の装甲車で、車体側面は8mmの鋼板、車体底面は10mmのカーボンスチールで防護されている。兵員室上部はオープントップである。車体形状はV字型車体で、乗員の地雷からの防護に重点が置かれた設計となっており、後年の歩兵機動車（IMV）や対地雷伏撃防護装甲車（MRAP）にも通じるデザインコンセプトとなっている。前輪と後輪は車体の前端と後端に離れて取り付けられているが、これも地雷に対する防護措置の一つで、タイヤが地雷を踏んで爆発した場合の車体や乗員への被害を軽減することを目的としている。また、バンパーはカーボンファイバー製で、これも地雷の爆発時に危険な破片を撒き散らす可能性を減らすための工夫である。また、グアテマラでの改修型を除くと、RBYには乗り降りの為のドアが無い。これは、乗降の利便性よりも、車体の防御力を重視した為とされる。
こういった様々な防護策が講じられたRAMTA RBYは、開発評価時には実際に様々な種類の地雷の爆発に対する防御力がテストされた。
RAMTA RBYは前線での偵察活動の他、長距離パトロール、コマンド部隊の活動用など様々な用途に使用する事が可能である。基本武装は2～5挺の7.62mm機関銃（M1919あるいはFN-MAG）であるが、改良型のMk.2ではM2重機関銃、BGM-71 TOW対戦車ミサイル、TCM-20対空機関砲、M40 106mm無反動砲などを搭載し火力を増強したバージョンも開発されていた。
RAMTA RBYのユーザーであるグアテマラ軍では、1990年代にRBY Mk.1に対する近代化改修を行い、6.8L V8ディーゼルエンジンへの換装、ケブラー繊維製の屋根の装備と、それに伴う昇降ドアの増設、機関銃リングマウントの増設などを行っている。

## 使用国
- イスラエル
- グアテマラ
- ホンジュラス
- レソト